# (1472) Muonio
(1472) Muonio est un astéroïde de la ceinture principale.

## Description
(1472) Muonio est un astéroïde de la ceinture principale. Il fut découvert le 18 octobre 1938 à Turku par Yrjö Väisälä. Il présente une orbite caractérisée par un demi-grand axe de 2,23 UA, une excentricité de 0,20 et une inclinaison de 4,6° par rapport à l'écliptique.

## Compléments